# David Smith (pallavolista)
David Smith (Panorama City, 15 maggio 1985) è un pallavolista statunitense, centrale dello ZAKSA.

## Biografia
Figlio di Rick e Nancy, ha un fratello maggiore, Robert, ed una sorella minore, Kristen. È nato con una sordità, che lo costringe ad utilizzare gli apparecchi acustici sia dentro che fuori dal campo. Nel 2008 ha sposato Kelli, dalla quale ha avuto il suo primogenito, Cohen, nel 2012. Ha studiato ingegneria civile presso la University of California, Irvine.

## Carriera

### Club
La carriera di David inizia nella Saugus HS, con la quale gioca sia a pallavolo che a calcio. Gioca successivamente nella NCAA Division I per la UC Irvine, aggiudicandosi il titolo del 2007, durante il suo senior year.
Nella stagione 2007-08 inizia la carriera professionista nella National League nordirlandese, vestendo la maglia dell'Ulster Jordanstown, mentre nella stagione successiva gioca nella 1. Bundesliga tedesca col Rottenburg.
Dopo aver giocato nella Liga de Voleibol Superior Masculino coi Caribes de San Sebastián la breve stagione 2009-10, terminati gli impegni coi portoricani, torna a giocare in Europa, firmando nel mese di gennaio con l'Almería fino al termine del campionato, restandovi pure nell'annata successiva: nell'anno mezzo trascorso col club disputa cinque finali con alterna fortuna, aggiudicandosi una Coppa del Re ed una Supercoppa spagnola.
Nella stagione 2011-12 inizia una militanza di cinque annate nella Ligue A francese col Tours, club col quale vince quattro volte lo scudetto e si aggiudica tre Coppe di Francia ed altrettante Supercoppe francesi.
Nel campionato 2016-17 approda allo Czarni Radom in Polska Liga Siatkówki, categoria dove resta anche nel campionato seguente con il neopromosso Warta Zawiercie. Per la stagione 2018-19 si accasa all'Asseco Resovia, mentre nella stagione successiva è allo ZAKSA, sempre in Polska Liga Siatkówki, con cui si aggiudica due Supercoppe nazionali, tre Coppe di Polonia, tre CEV Champions League (nominato inoltre MVP dell'edizione 2022-23) e il campionato 2021-22.

### Nazionale
Nel 2004 vince la medaglia d'argento al campionato nordamericano Under-21 e nel 2007 quella di bronzo alla XXIV Universiade.
Nel 2009 fa il suo esordio nella nazionale statunitense maggiore in occasione della World League. In seguito è due volte finalista alla Coppa panamericana, vincendo la medaglia d'oro nell'edizione 2010 e quella d'argento nell'edizione successiva. Nel 2012 vince la medaglia d'argento alla World League, seguita dal bronzo nell'edizione 2015, oltre alla medaglia d'argento alla NORCECA Champions Cup 2015, quella d'oro alla Coppa del Mondo 2015 e un altro bronzo ai Giochi della XXXI Olimpiade.
Conquista poi l'oro al campionato nordamericano 2017 e, nel 2018, il bronzo alla Volleyball Nations League e al campionato mondiale. Nel 2019 vince la medaglia d'argento alla Volleyball Nations League e quella di bronzo alla Coppa del Mondo. Nel 2022 conquista nuovamente l'argento alla Volleyball Nations League, metallo bissato anche nell'edizione successiva e premiato in entrambe le occasioni come miglior centrale; nel 2023 si aggiudica l'oro al campionato nordamericano 2023 e alla Coppa del Mondo 2023.
Nel 2024 mette al collo il bronzo ai Giochi della XXXIII Olimpiade.

## Palmarès

### Club
- NCAA Division I: 1

2007
- Campionato francese: 4

2011-12, 2012-13, 2013-14, 2014-15
- Campionato polacco: 1

2021-22
- Coppa del Re: 1

2009-10
- Coppa di Francia: 3

2012-13, 2013-14, 2014-15
- Coppa di Polonia: 2

2020-21, 2021-22, 2022-23
- Supercoppa spagnola: 1

2010
- Supercoppa francese: 3

2012, 2014, 2015
- Supercoppa polacca: 2

2019, 2020
- Champions League: 3

2020-21, 2021-22, 2022-23

### Nazionale (competizioni minori)
- Campionato nordamericano Under-21 2004
- Universiadi 2007
- Coppa panamericana 2010
- Coppa panamericana 2011
- NORCECA Champions Cup 2015

### Premi individuali
- 2015 - Ligue A: Miglior centrale
- 2016 - Ligue A: Miglior centrale
- 2017 - USAV: Pallavolista maschile statunitense dell'anno
- 2022 - Volleyball Nations League: Miglior centrale
- 2023 - Champions League: MVP
- 2023 - Volleyball Nations League 2023: Miglior centrale